# Baggio (Milano)
Baggio (in milanese Bagg, AFI: /ˈbadʒ/) è un quartiere   di Milano, posto nella periferia occidentale della città, appartenente al Municipio 7 e al NIL  n. 55, denominato: "Baggio, Q.re degli Olmi, Q,re Valsesia". 

## Storia

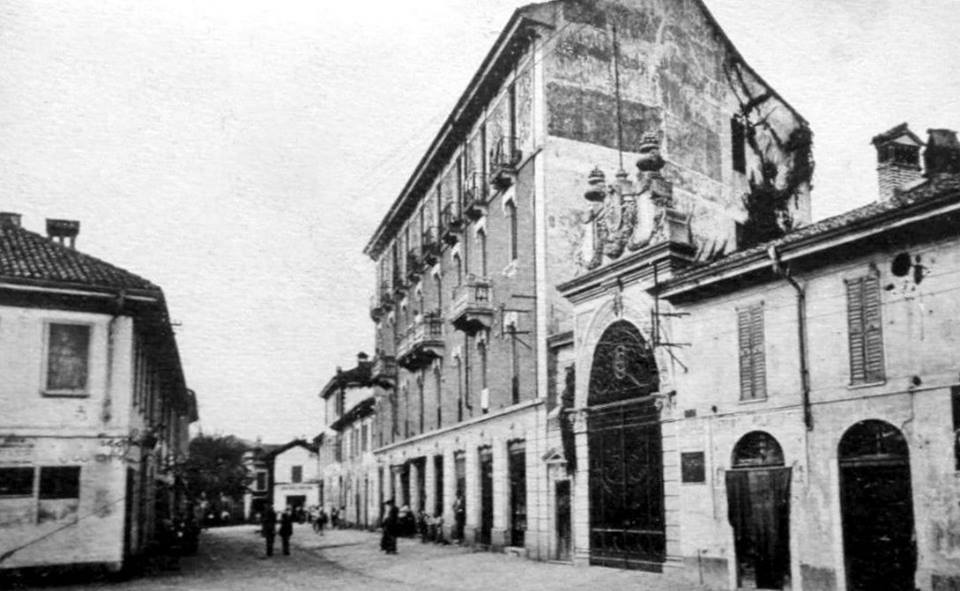
La moderna via Antonio Ceriani a Baggio, quando era ancora comune autonomo, nel 1910 circa

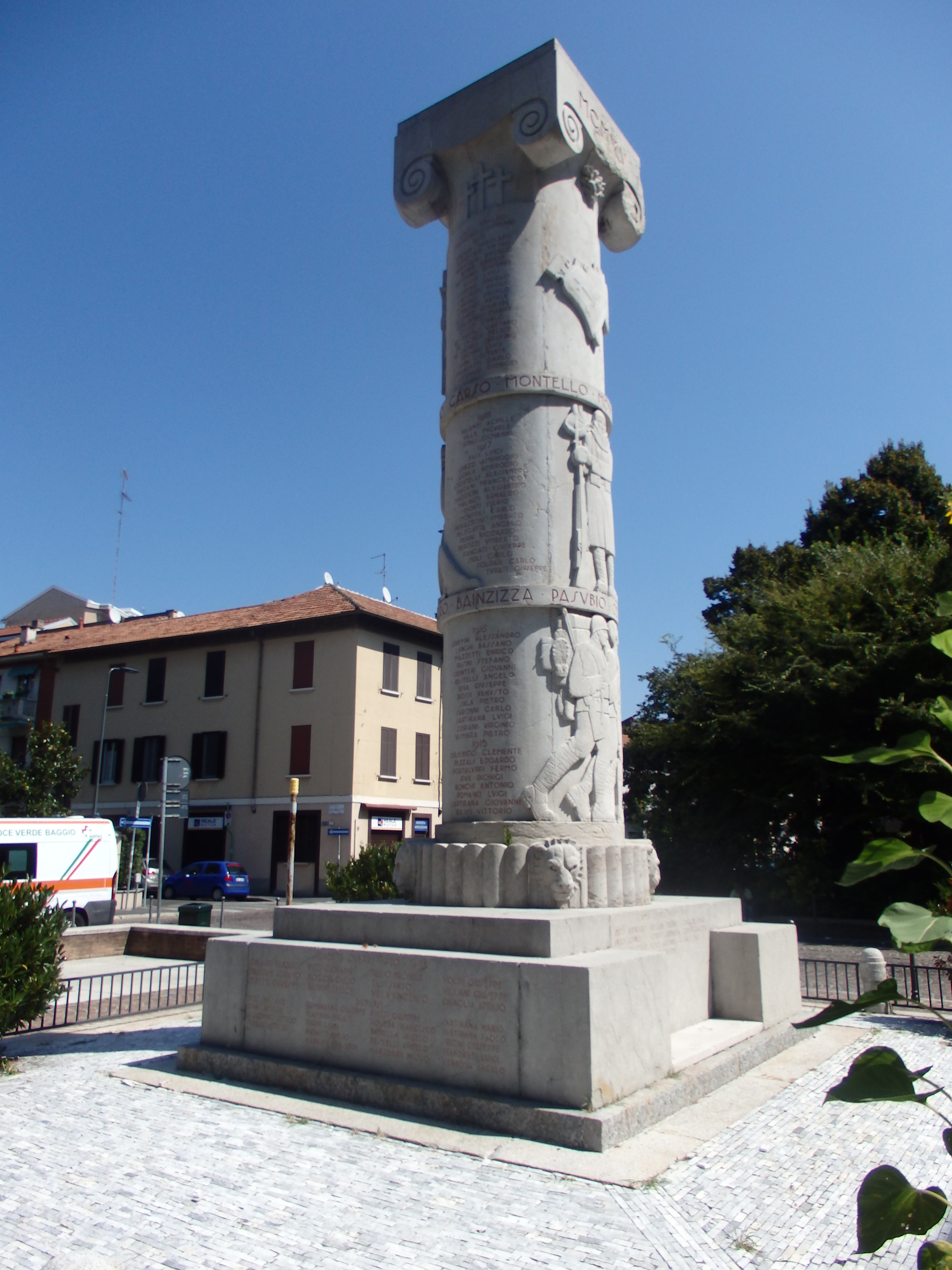
Monumento ai caduti nella piazza principale di Baggio

Le prime testimonianze storiche di insediamenti umani legati al territorio risalgono a un'epoca molto antica, con buona probabilità già di epoca celtica, sicuramente romana (IV secolo d.C). La prima testimonianza del toponimo Baggio è però molto successiva ed è utilizzata per la prima volta nell'873 d.C.
L'origine del nome Baggio ha diviso gli studiosi: qualcuno ipotizza derivi da una torre militare romana denominata Badalocum ("bada al luogo") che doveva dominare le campagne e la strada per Novara; altri invece lo fanno derivare da un'abbazia o torre del terrapieno denominata badia aggeris, nome che successivamente si è trasformato in Badagio, Badaglo, Badaxio, fino all'odierna Baggio.
Nel 221 a.C. l'intero territorio venne conquistato dai Romani, i quali accompagnavano a ogni conquista un'intensa opera di civilizzazione che si traduceva nella costruzione di strade e centri abitati.
Secondo la tradizione nel punto più elevato della zona sorse, successivamente, una torre di guardia e di avvistamento che doveva dominare le campagne e la strada per Novara e Vercelli. In epoca medioevale tale punto fu denominato Baggio. Successivamente la cittadina rimase coinvolta in terribili distruzioni messe in atto dalle popolazioni barbare; nuove notizie di Baggio risalgono all'anno 881 d.C. quando il nobile Tazone promosse la ricostruzione del borgo e fece erigere sulle fondamenta dell'antica torre di guardia, distrutta completamente, una chiesa dedicata a sant'Apollinare e un campanile. In epoca longobarda fu sede di una fara, ossia di una corte agricola fortificata, e nel 1162 diede rifugio ad alcuni milanesi fuggiti dalla città invasa da Federico Barbarossa. Nello stesso anno fu edificato, nei pressi della sopra citata chiesa, un imponente monastero. L'epoca d'oro di Baggio fu proprio tra il IX e il XII secolo, allorché la famiglia da Baggio, detta anche Baggi, ne fece un rilevante centro politico e militare. Tra i maggiori esponenti di questa famiglia vi fu Anselmo, divenuto papa nell'XI secolo col nome di Alessandro II,
Sempre alla famiglia Da Baggio risale la parrocchia di Sant'Apollinare, costruita nel XI secolo e molto rilevante nella storia della zona: essa è stata ricostruita nel 1875 ed è oggi nota come Chiesa Vecchia.

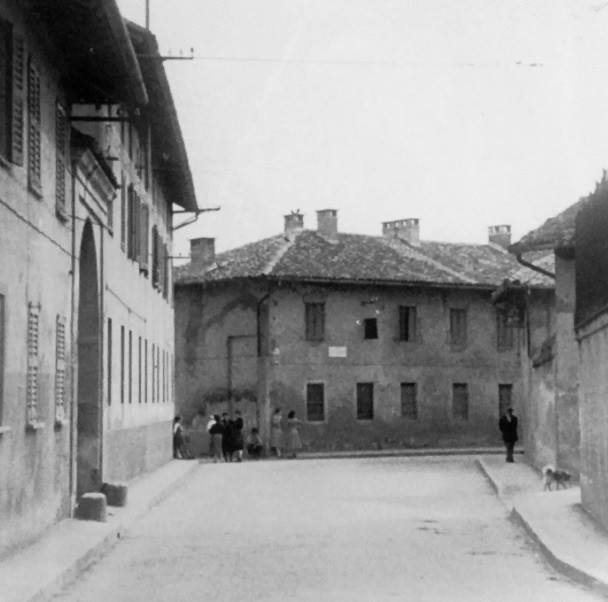
Via Giuseppe Gianella del quartiere milanese di Baggio negli anni cinquanta del XX secolo

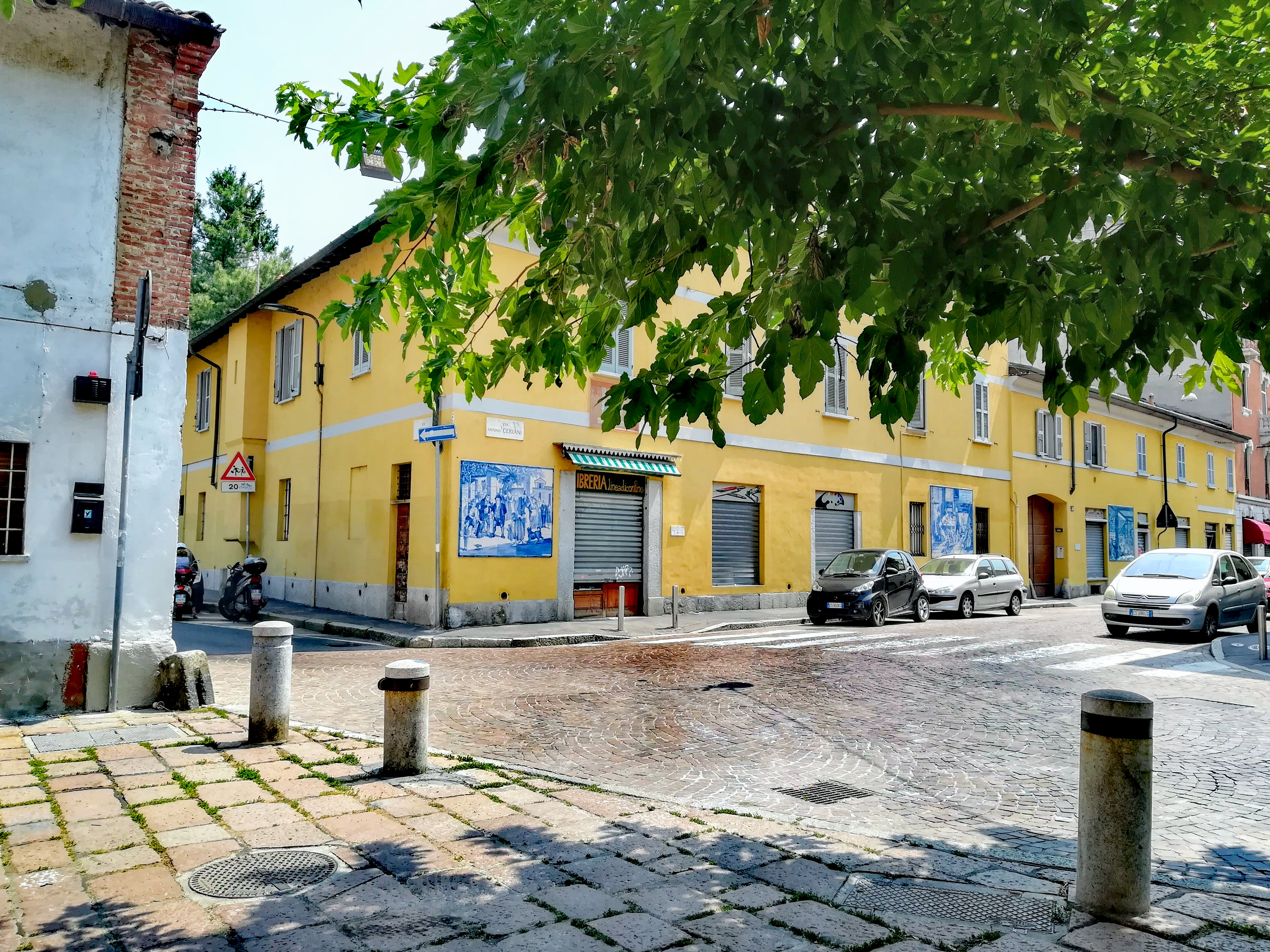
Uno scorcio del quartiere nel 2020.

Baggio, nel corso della sua storia, è sempre stata un'entità indipendente da Milano, con un'economia essenzialmente agricola. Con l'introduzione in Italia del gelso, nella seconda metà del XV secolo, i Baggesi si specializzarono nell'allevamento dei bachi da seta; il territorio fu quindi, per un lungo periodo, legato ad attività agricole e tessili e le cascine diventarono il simbolo della rinascita economica. Nel 1771 il Comune di Baggio contava 787 anime. L'età napoleonica portò convulsi cambiamenti: nel 1798 Baggio venne designata sede di un effimero distretto mai veramente attivato, nel 1809 annesse Seguro per poi perderla nel 1811 in cambio di Cesano Boscone e Muggiano, che portarono il Comune a 1 154 abitanti. Furono gli austriaci ad annullare il tutto nel 1815.
- 1861-1873: Giuseppe Gianella
- 1874-1879: Primo Migliavacca
- 1880-1887: Camillo Nava
- 1887: Giuseppe Colombo
- 1888-1889: Paolo Gerli
- 1890-1900: Giuseppe Mereghetti
- 1901-1905: Carlo Girotti
- 1905-1910: Augusto Stucchi
- 1911-1914: Enrico Nava (Liberali storici)
- 1914-1920: Guido Nidasio[8] (Partito Socialista)
- 1920-1923: Cesare Stovani (Partito Socialista)

Nel 1861 Baggio aveva una superficie di circa 400 ettari e una popolazione di 1 251 abitanti. Nel 1869 furono annesse a Baggio due borgate circostanti, Sellanuova e Muggiano. Con il progresso industriale sorsero concerie e filande, una cooperativa edile e una cooperativa di consumo. A causa del sovraffollamento e degli affitti gravosi di Milano molti lavoratori si trasferirono progressivamente a Baggio, dove i terreni per costruire e le case costavano poco. Così Baggio passò da circa 4 000 abitanti nel 1901 ad oltre 6 100 nel 1921: un aumento considerevole, nonostante la decimazione causata dalla Grande Guerra e dall'epidemia di spagnola.
La strada principale che collegava Baggio con Milano era chiamata "Baggina": questa strada era percorsa a piedi ogni giorno dagli operai diretti verso le prime industrie della città; questo avvenne fino al 1913, quando venne realizzata la prima linea tranviaria per Baggio, la stessa che a partire dal 1927 venne numerata con il famoso 34.
La vita politica della vecchia borgata si svolgeva in piazza Cesare Stovani, nome dell'operaio tipografo socialista che fu eletto sindaco a furore di popolo nell'infuocato 1919 fino all'annessione di Baggio al comune di Milano avvenuta tramite il decreto reale firmato a Racconigi da Vittorio Emanuele III e siglato da Mussolini il 2 settembre 1923, insieme ad altri dieci comuni.
Dall'aerodromo di Baggio il 15 aprile 1928 partì la spedizione del generale Umberto Nobile per la sua seconda e tragica spedizione alla conquista del Polo Nord con il dirigibile Italia.
Il 26 aprile 1945, il giorno dopo la Liberazione, la partigiana Emma Fighetti Quinteri, parla esultante alla popolazione di Baggio dalla finestra della Casa del Popolo. Emma è nata nel 1911 da una famiglia contadina. Sarta e sposata con un operaio si è trasferita a Baggio, dove ha lavorato in una fabbrica di vernici il cui proprietario, ebreo, ha dovuto fuggire a causa delle leggi razziali volute da Mussolini. Dopo l'8 settembre si impegna con altre donne di Baggio nella lotta antifascista.
La "Targa di riconoscenza" che le hanno consegnato alla manifestazione di Baggio è solo un piccolo contributo a quanto Emma e tante donne come lei hanno fatto per la libertà del Paese.

### Simboli
Al comune di Baggio fu concesso, con regio decreto del 4 febbraio e regie lettere patenti del 1º maggio 1892, il seguente stemma:

## Monumenti e luoghi di interesse

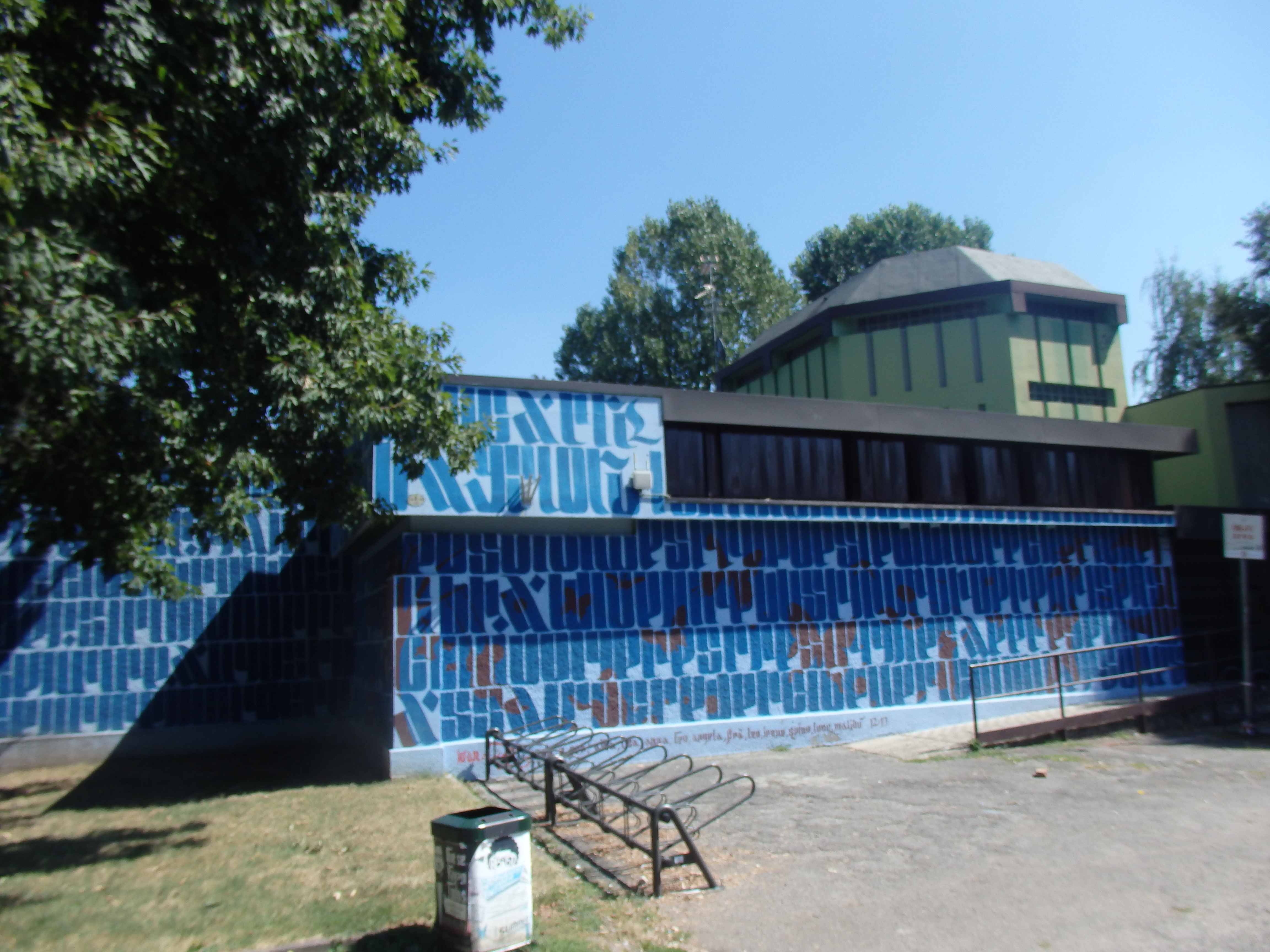
Facciata e ottagono della biblioteca Baggio nel parco di Baggio

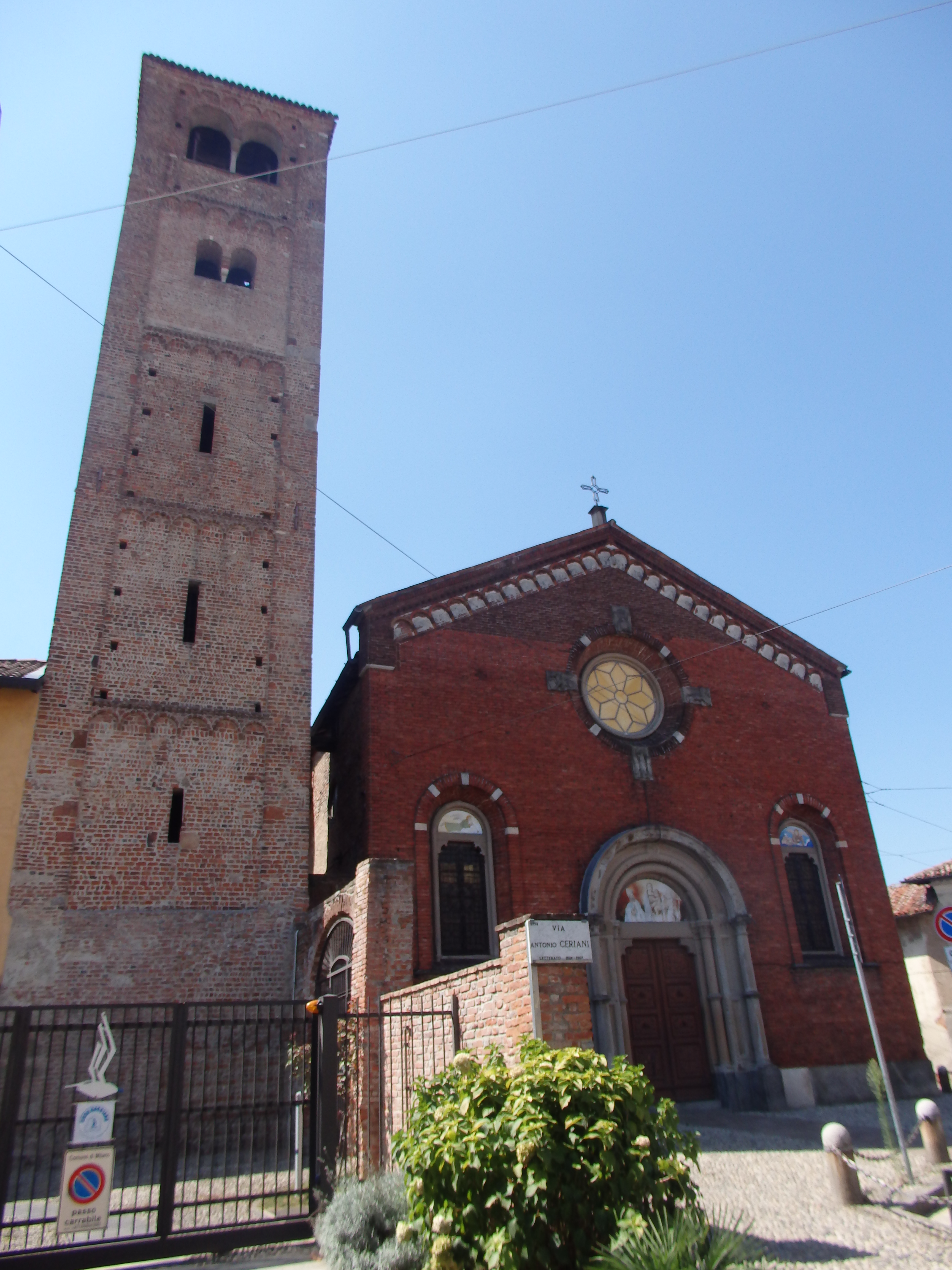
Chiesa vecchia in via Ceriani

Le chiese più importanti sono quelle di Sant'Anselmo, di San Pier Giuliano e di Sant'Apollinare. Di rilevanza storico artistica la Chiesa Vecchia che si trova al termine di via delle Forze Armate, all'angolo con via Ceriani, con un campanile risalente al XII secolo.
Biblioteca Baggio
Inaugurata nel 1963, è fra le più ampie della città.
Cascina Linterno
Fu chiamata sino alla fine del Cinquecento con il nome "ad Infernum" e poi "cassina de Infernum", probabilmente dal longobardo "In-Fern" - "fondo lontano"), grangia del XII secolo che fu un insediamento rurale di una comunità monastica, Giovannita o Templare.
Le prime tracce documentate di Cascina Linterno si hanno nella "Carta Investiture" del 1154: in questo atto notarile "Infernum" ed il suo territorio hanno come proprietari fondiari i "de Marliano" di legge longobarda. I documenti capitolari concernono la zona che aveva avuto il suo centro principale in Baggio, luogo d'origine della potente famiglia capitaneale di origine longobarda, i "da Baggio", molto vicini ai "de Marliano".
Caserma Santa Barbara

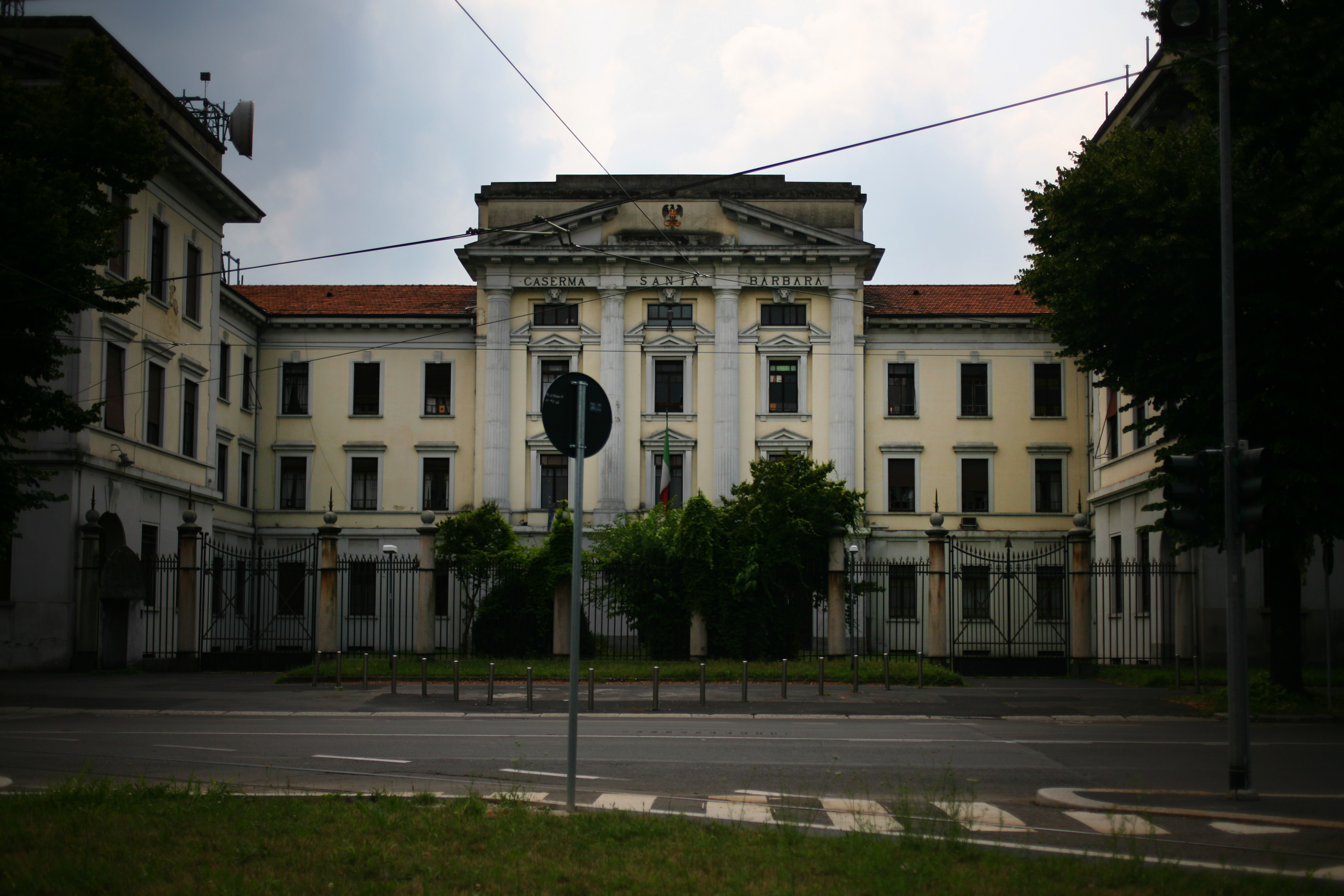
La Santa Barbara

La caserma Santa Barbara, situata in piazzale Giuseppe Perrucchetti, rappresenta uno dei complessi militari più grandi esistenti in Italia. Attualmente ospita il 1º Reggimento Trasmissioni e ha ospitato dal 1931 al 2016 il Reggimento Artiglieria a Cavallo, le celebri Voloire. Il Reggimento, dislocato a Vercelli dall'agosto del 2016, oggi è un'unità prettamente di volontari ed è inquadrato sotto la "Brigata di Cavalleria Pozzuolo del Friuli, e conserva presso la caserma Santa Barbara il Centro Ippico Militare che, con i suoi 60 cavalli, è tra i più grandi a livello di Forza Armata. Sono presenti due galoppatoi: uno all'aperto dove oggi si svolgono importanti gare ippiche internazionali e una cavallerizza coperta. Nel maneggio coperto si svolge l'attività dell'Associazione ANIRE (Associazione Nazionale Italiana Riabilitazione equestre), alla quale il Reggimento offre il personale militare, cavalli e infrastrutture. Il maneggio è dedicato a Emanuela Setti Carraro, morta assassinata a Palermo insieme al marito il generale Carlo Alberto dalla Chiesa nel 1982, sostenitrice dell'ippoterapia. Il metodo dell'ippoterapia opera per la riabilitazione di persone diversamente abili. Medici, psicologi, fisioterapisti, psicomotricisti e insegnanti operatori sportivi hanno partecipato ai corsi ANIRE apprendendo questo metodo. Per questa attività meritoria il Reggimento Artiglieria a Cavallo è stato insignito della Medaglia d'Oro "Al Merito della Sanità Pubblica".
Parco delle Cave
Il quartiere è lambito nei suoi confini orientali dal Parco delle Cave, uno dei più grandi polmoni verdi della città, e diventato uno dei più suggestivi parchi milanesi anche grazie a un intervento di riqualificazione attuato negli ultimi trent'anni.

## Geografia antropica
L'antico territorio comunale di Baggio confinava con Quinto Romano e Quarto Cagnino a nord, con Sellanuova a est, con Cesano Boscone a sud, e con Muggiano e Seguro a ovest.

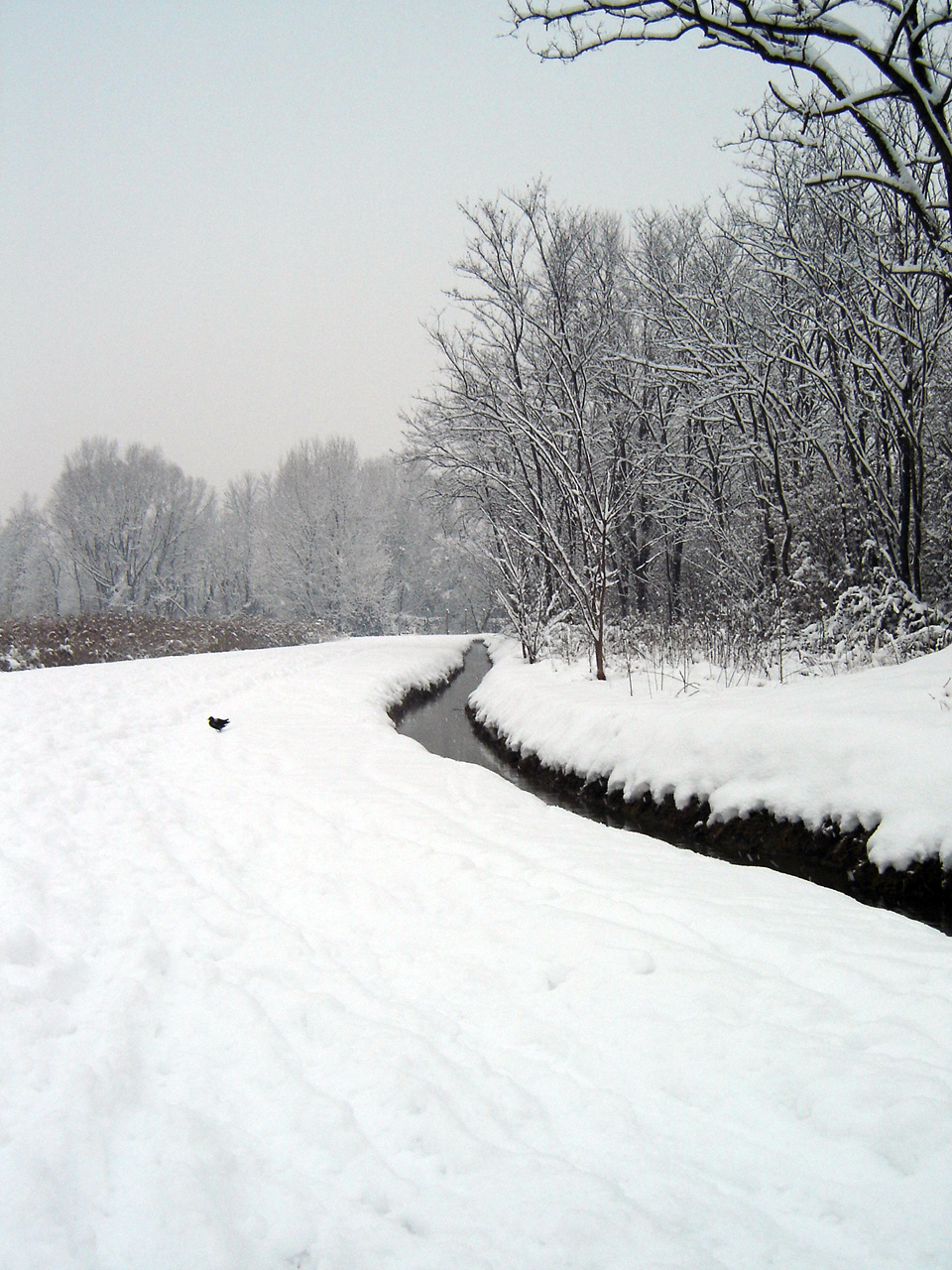
Il Parco delle Cave innevato

La strada principale del quartiere è la lunghissima via delle Forze Armate, che collega il quartiere alle zone più centrali. La zona, essendo parecchio estesa, presenta al suo interno situazioni abitative e sociali molto diversificate: si può passare nel giro di pochi metri da grandi agglomerati di case popolari, come il vasto quartiere IACP a ridosso di via Nikolajevka, o le torri di via Eugenio Quarti, mischiati a complessi residenziali come "la Viridiana", situato in via delle Forze Armate, fino al nucleo storico del vecchio paese, dove ancora oggi si vedono scorci del vecchio borgo, il cui emblema rimane la Chiesa Vecchia, e dove si possono ammirare ancora oggi alcune ville in stile Liberty.

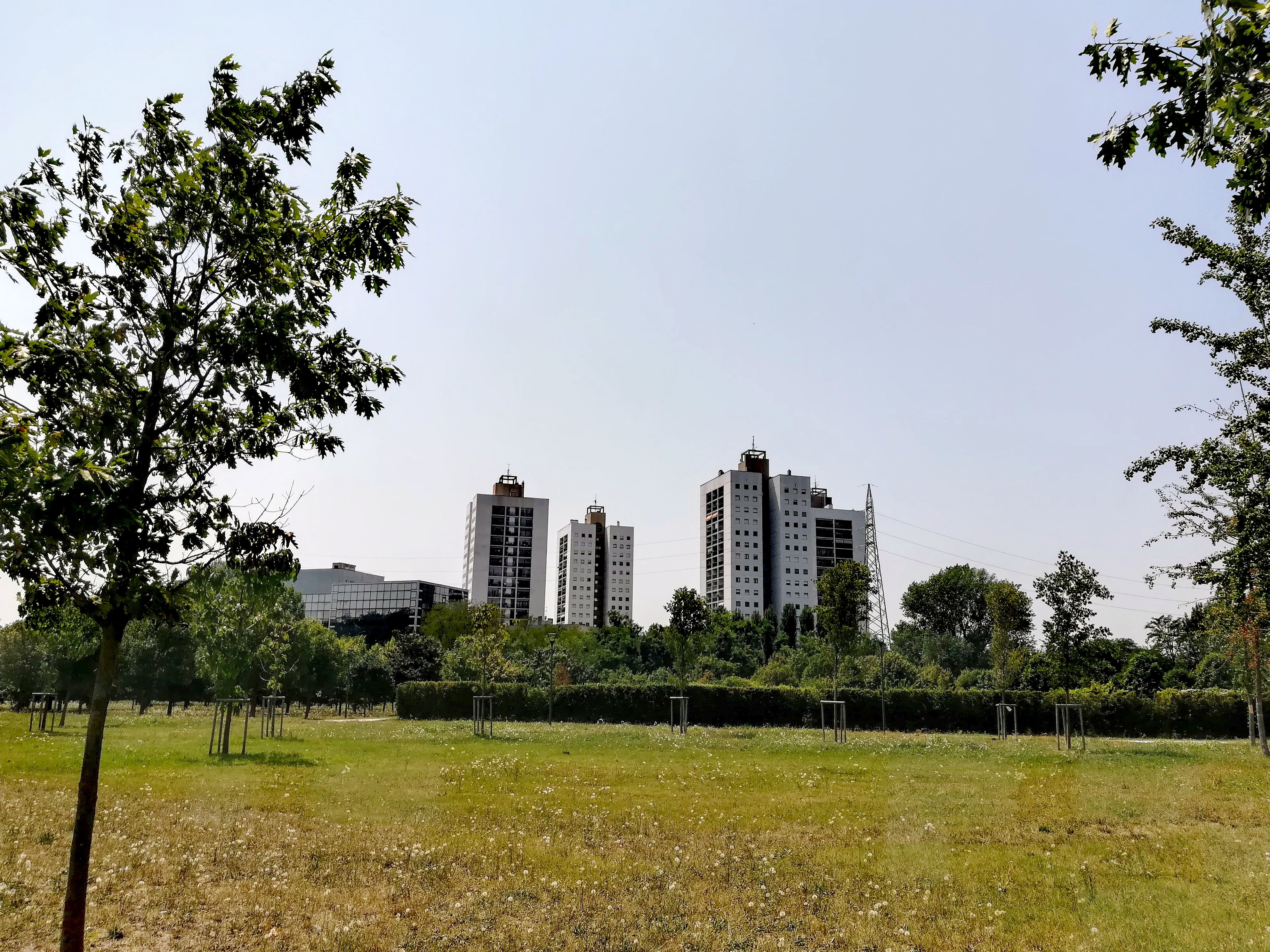
Le "torri di Baggio" sul confine con il comune di Cesano Boscone.

La connotazione del quartiere rimane prettamente popolare, anche se la costruzione di nuovi complessi residenziali e l'aumento dei servizi ha permesso al quartiere una maggiore mescolanza a livello sociale, favorendo l'ingresso nel quartiere di molte nuove famiglie, strappandolo così alla fama di "quartiere dormitorio" e poco raccomandabile. Rispetto al recente passato, oggi Baggio è un quartiere sano e sede di decine di associazioni, fra le quali l'ultracentenaria Croce Verde Baggio fondata nel 1911.

## Società

### Tradizioni e folclore

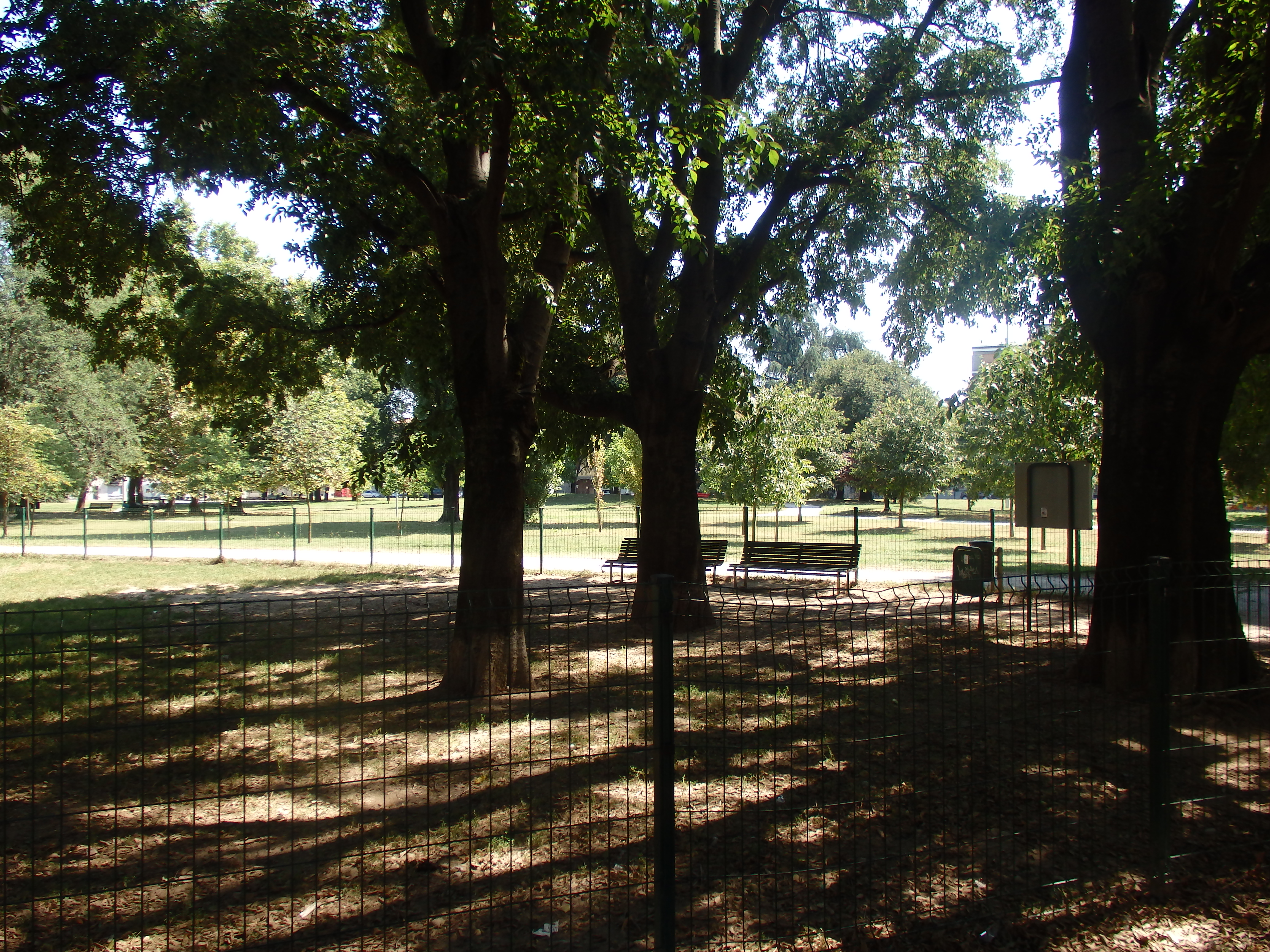
Parco di Baggio

Dal 1628 la terza settimana di ottobre il borgo antico di Baggio si anima con la propria sagra, durante la quale si svolge il Palio degli Asini.
Dal 2012, tra marzo e giugno, nella Chiesa Vecchia e nella biblioteca pubblica si tiene un festival di musica classica.
Un tema ricorrente di queste manifestazioni è il "famoso" organo di Baggio, soggetto di un'opera d'arte alla biblioteca Baggio.
Molte di queste iniziative culminano con l'assegnazione di riconoscimenti al merito come il tradizionale Orghen d'or, riconoscimenti assegnati a persone e ad associazioni che si sono distinte con la loro opera ad animare e far vivere il quartiere.
Dall'edizione del 2012 si aggiunge anche L'Organin de Bagg, premio assegnato al vincitore dell'Orghen Sonà che si esibiranno durante le giornate della manifestazione.
Il detto Và a Bagg a sonà l'ôrghen, ovvero va' a Baggio a suonare l'organo, si riferisce alla presenza di un organo dipinto all'interno della chiesa di Baggio, dato che la chiesa per mancanza di fondi non aveva potuto permettersene uno vero. Il modo di dire viene utilizzato quindi per sottolineare la falsità di alcune persone, equivalendo al mandare al tal paese o anche vai a farti un giro in quanto Baggio dista 8 km da piazza Duomo.
Il detto, di origini antiche, può sembrare falso a chi visita oggi la chiesa vecchia di Baggio (nella quale è conservato un organo costruito dall'organaro Edoardo Rossi nel 1926). In realtà l'attuale chiesa vecchia non è altro che una ricostruzione, eseguita nella seconda metà del diciannovesimo secolo, della ben più antica chiesa parrocchiale le cui origini si fanno risalire all'XI secolo, abbattuta perché considerata pericolante. Gran parte del materiale marmoreo e lapideo della chiesa originaria è oggi conservato al museo archeologico di Milano.

## Cultura

### Nella cultura di massa
- Baggio è citato nella canzone Prendeva il treno, scritta da Enzo Jannacci e pubblicata nel suo primo album, La Milano di Enzo Jannacci: il personaggio protagonista del brano afferma di vivere a Baggio
- Baggio è citata anche nella canzone La Balilla, registrata in diverse occasioni da Giorgio Gaber, Enzo Jannacci, Nanni Svampa e scritta da Italo Corrias detto El Barberin nel 1932: el gh'era vun ch'el vegniva de Bagg[28]
- Giorgio Gaber, in uno dei suoi pezzi più famosi, Il tic, interpretato con grande forza scenica nei panni di un operaio stravolto dal lavoro meccanizzato, afferma più volte Lavoravo in quel di Baggio[29]
- Nel 1995 esce l'album Re Leone Di Lernia[30] dell'omonimo cantautore e conduttore radiofonico Leone di Lernia. La canzone n.3 dell'album, intitolata Sei di Baggio (cover di Your loving arms di Billy ray martin), è una cover satirica realizzata dall'autore nel quale racconta una fittizia ed immaginaria biografia del soggetto protagonista della canzone.

## Infrastrutture e trasporti
Baggio è lambito a sud dal tratto iniziale della strada provinciale che collega Milano ad Abbiategrasso. All'interno del quartiere, questa strada assume i nomi di via Sandro Pertini e via Ferruccio Parri.
Nel quartiere non sono presenti stazioni della linea metropolitana o ferroviaria; tuttavia, poco distante dal quartiere, nel limitrofo quartiere di Sella Nuova, si trova la stazione capolinea di via Bisceglie della linea M1 della metropolitana di Milano.
Varie linee di autobus, gestite da ATM, collegano Baggio ai quartieri limitrofi e al centro di Milano. Una di queste è la linea 67, storico autobus del quartiere, che collega il centro della città alla zona di via Scanini, all'estremità nord del quartiere, attraversandolo interamente nei suoi punti principali. Fino al 1975 la linea era denominata "U", preceduta fino al 1979 dallo scomparso tram 18.
Baggio dovrebbe essere servito direttamente, in un eventuale futuro, dalla linea M1 della metropolitana. A dicembre 2018 il comune di Milano ha approvato il piano di fattibilità tecnica ed economica per il prolungamento dal capolinea di via Bisceglie fino al Quartiere degli Olmi: il tracciato di 3,3 km prevede tre stazioni: Valsesia, Baggio e Quartiere Olmi (nomi provvisori). L'avvio dei lavori è previsto nel 2021 con apertura al pubblico nel 2027. Il 5 novembre 2019 il ministro per le Infrastrutture, Paola De Micheli, ha annunciato lo stanziamento di 210 milioni di euro per il finanziamento dell'opera che si aggiungono ai 140 milioni a carico di comune di Milano e regione Lombardia.

## Sport
Il confine territoriale che Baggio e altre zone e quartieri di Milano hanno verso la zona San Siro, in cui si erge lo Stadio Giuseppe Meazza, ha contribuito al proliferare di molte associazioni di promozione sportiva.
Le società sportive locali sono:
- la Associazione Dilettantistica Sportiva Alcione;
- la Baggio II;
- la Gescal Boys;
- la Unione Sportiva Visconti Calcio 1947, intitolata al partigiano Ernesto Felice Visconti detto Gino, cittadino di Baggio e perito trucidato da un ordigno esplosivo proprio di fronte al centro sportivo il 25 aprile 1945;
- la ASD Baggese Calcio, società giovane che si sta affermando negli ultimi anni come realtà emergente, soprattutto a livello giovanile, vincendo tra il 2022 e il 2023 ben 4 campionati delle categorie pulcini ed esordienti.